# Жермињи л'Евек
Жермињи л'Евек (фр. Germigny-l'Evêque) је насељено место у Француској, у Париском региону, у департману Сена и Марна.
По подацима из 2011. године у општини је живело 1357 становника, а густина насељености је износила 115,39 становника/km².

## Демографија
| 1962. | 1968. | 1975. | 1982. | 1990. | 2011. |
| ----- | ----- | ----- | ----- | ----- | ----- |
| 210   | 232   | 514   | 675   | 1.369 | 1.357 |